# Опарин, Игорь Дмитриевич
И́горь Дми́триевич Опа́рин (22 января 1929 — 1 марта 2008) — создатель космической техники, мастер спорта СССР.

## Биография
Родился в семье известного экономиста Дмитрия Ивановича Опарина.
Окончил самолётостроительный факультет Московского авиационного института (1951) и начал работать в ОКБ-23. Первоначально участвовал в создании самолётов под руководством В. М. Мясищева. С 1961 года, когда тематика ОКБ сменилась на ракетную технику и его коллектив возглавил академик В. Н. Челомей, стал ведущим конструктором и руководителем работ, связанных с созданием первой в СССР ампулизированной стратегической ракеты шахтного базирования УР-100; был ведущим конструктором по установке специальных головных частей на боевые ракеты, находившиеся на боевом дежурстве. Был техническим руководителем межведомственной комиссии по разработке методики транспортировки ампулизированных ракет. Принимал участие в создании космических систем: пилотируемых орбитальных станций «Салют» и «Мир» (вопросы стыковки), а также мощных ракет-носителей серии «Протон». Имеет ряд патентов на внедрённые изобретения.
Удостоен званий «Заслуженный создатель космической техники», «Заслуженный испытатель космической техники» и «Ветеран космонавтики России»; награждён правительственными наградами и наградами Федерации Космонавтики СССР и России.
Занимался спортивным туризмом. В 1957 году получил инструкторское образование, активно участвовал в обучении туристских кадров. В 1967 году стал мастером спорта СССР. Имел квалификацию спортсмена-подводника 1 класса. Общественной организацией — Федерацией спортивного туризма России, ему присвоено звание «Заслуженный путешественник России».
Похоронен на Новодевичьем кладбище.